# Réfraction négative

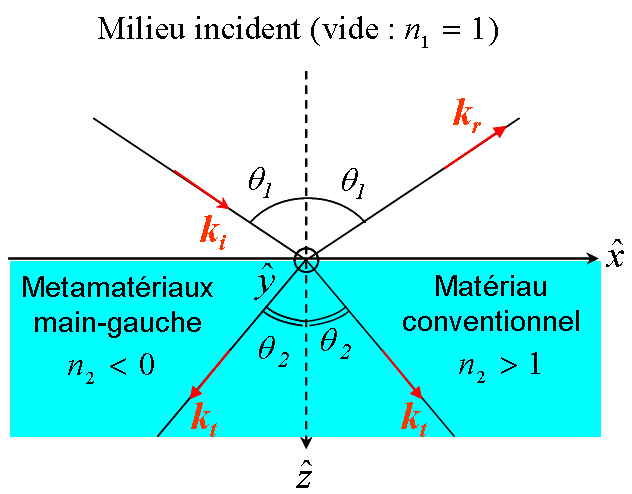
Schéma de la réflexion-transmission d'une onde plane lors d'un saut d'indice : réfraction normale à droite, réfraction négative à gauche.

La réfraction négative est un phénomène de réfraction qui ne suit pas les lois de Descartes applicables dans le modèle de l'optique géométrique. Dans ce cas, l'onde réfractée se propage du même côté de la normale à la surface que l'onde incidente.
Dans le modèle de l'optique géométrique, ceci serait possible si l'indice de réfraction n était négatif, ou encore que la vitesse de phase {\displaystyle V_{\phi }={\frac {c}{n}}} était négative.
Jusqu'à présent, la réfraction négative n'a été observée expérimentalement, pour des ondes purement électromagnétiques, que dans le domaine des micro-ondes. En revanche elle a aussi été observée dans le domaine infrarouge pour des polaritons.

## Applications
La réfraction négative est une condition qui permettrait de réaliser des lentilles planaires à super-résolution (proche du stigmatisme rigoureux), proposé par John Pendry.